# Liceu Francès de Barcelona
El Liceu Francès de Barcelona (en francès: Lycée Français de Barcelone), és una institució educativa francesa a l'estranger de l'AEF.E (Agence pour l'Enseignement Français à l'Etranger). Actua per l'acord cultural franco-espanyol de 7 de febrer de 1969. Aplica el programa educatiu francès i totes les classes i altres activitats educatives es fan en francès. Integra l'educació des de les classes de maternelle (des dels 3 anys) fins a la terminale (batxillerat). La seva seu central és al carrer Bosch i Gimpera, 6-10 de Barcelona.

## Història
La introducció de l'ensenyament francès a Barcelona va ser impulsada per Ferdinand de Lesseps, que, en qualitat de Cònsol General de França, va fundar les Écoles Françaises l'any 1851.
El 1922 el Ministeri d'Afers Exteriors de França va acordar la creació de l'Institut Francès de Barcelona, sota la jurisdicció de la Universitat de Tolosa, i simultàniament es va prendre la decisió de crear els cours secondaires, quatrième section de la Société Génerale de Bienfaisance. Aquesta va adquirir l'any 1931 l'immoble del carrer de Provença, 325 –una antiga residència familiar amb jardí– per tal d'allotjar-hi l'Institut i els seus cursos d'ensenyament secundari. En aquells moments la direcció de l'Institut requeia en M. Bertran, que fou reemplaçat l'octubre de 1935 per M. Langlade, francès del Rosselló que havia ocupat la càtedra de Francès a la Universitat de Poznań.
L'any 1942, André Dravet, professor de Matemàtiques al Liceu Francès de Varsòvia entre els anys 1927 i 1939, fou nomenat proviseur de la institució docent, que a partir d'aleshores passaria a ser el Lycée Français de Barcelona. En aquell any, dramàtic per a la història de França, la decisió del nou director fou de rebuig al Govern de Vichy. Dravet va exercir el seu càrrec fins a l'any 1963, coincidint amb l'inici de les obres de les actuals instal·lacions.
L'inici del curs 1946-1947, moment en què el Liceu va adoptar la denominació de Lycée Français College International, va comportar que les classes s'impartissin simultàniament a l'edifici del carrer de Provença i a les instal·lacions que havien allotjat l'Escola Alemanya (Deutsche Schule) als carrers de Moià i de Munner. La utilització d'aquests nous edificis va ser el resultat de la dissolució de la Asociación de Enseñanza Alemana i el traspàs dels seus béns a l'Association d'Enseignement International. Durant un llarg període els Cònsols de França, Gran Bretanya i els Estats Units varen formar part del comitè director de l'Association.
El paper del Liceu Francès va ser particularment important i apreciat durant la Guerra Civil Espanyola i els anys de la postguerra quan era una manera d'evitar el tipus d'educació fomentat pel franquisme. En aquell context repressiu, va resultar molt valuosa la tasca de la Secció d'ensenyament mitjà espanyol, dirigida per Pere Ribera fins a l'any 1968, el professorat de la qual va contribuir de manera decisiva a la recuperació cultural del país. Són de destacar, entre molts d'altres, Ricard Albert, Mossèn Antoni Batlle, Carme Boyé, Enric Gadea, Enric Grandia, Francesc Gomà, Carme Olivé, Domènec Palmitjavila, August Panyella, Alícia Rovira, Jordi Sarsanedas, Josep Savé o Amàlia Tineo. L'any 1966, mentre la policia franquista mantenia un setge al convent dels caputxins de Sarrià on s'havia constituït el Sindicat Democràtic d'Estudiants de la Universitat de Barcelona, durant fets de La Caputxinada, diversos estudiants del Liceu francès van llençar entrepans per als estudiants i frares assetjats per la policia.

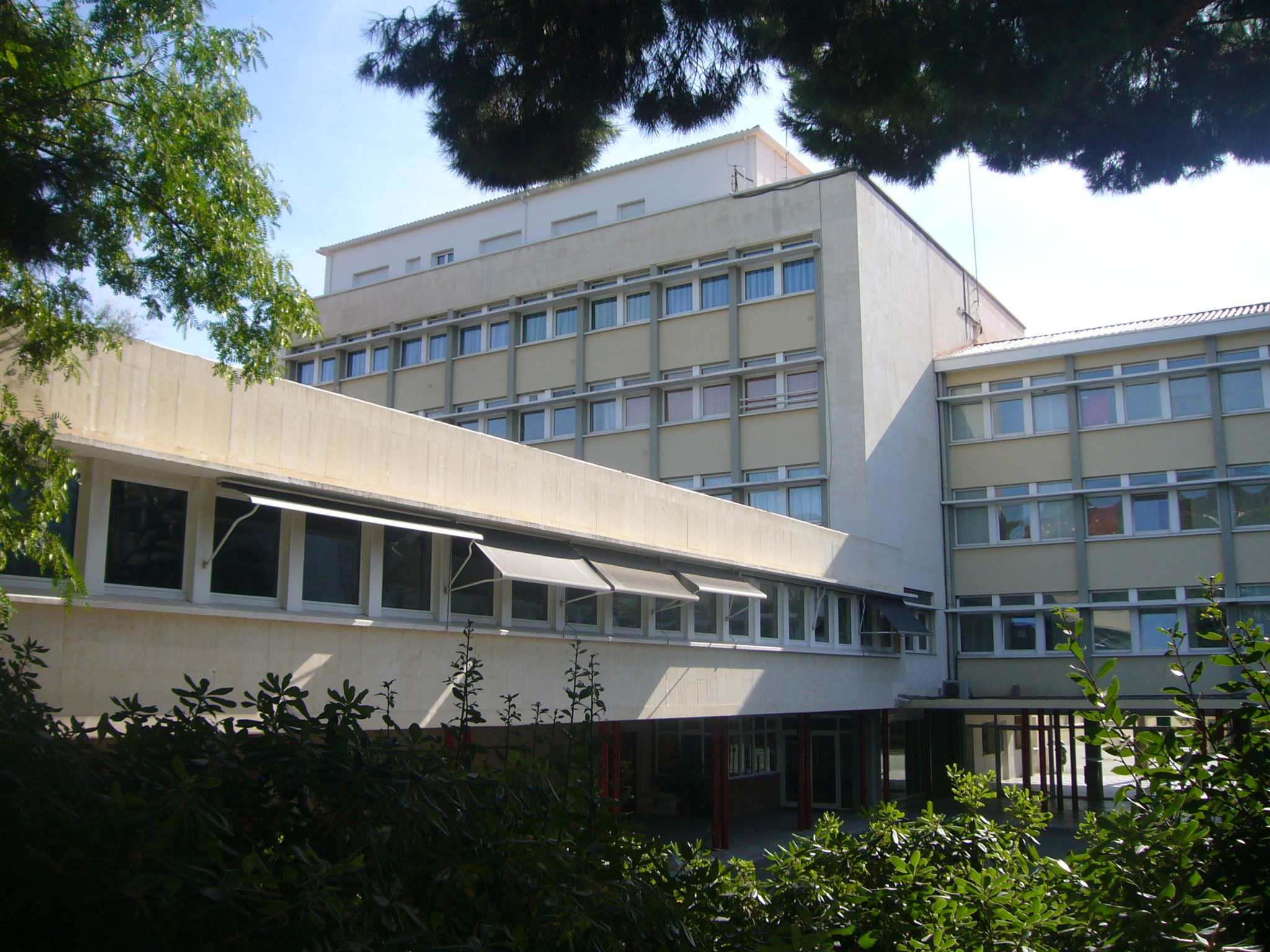
Seu del Liceu Francès a Pedralbes

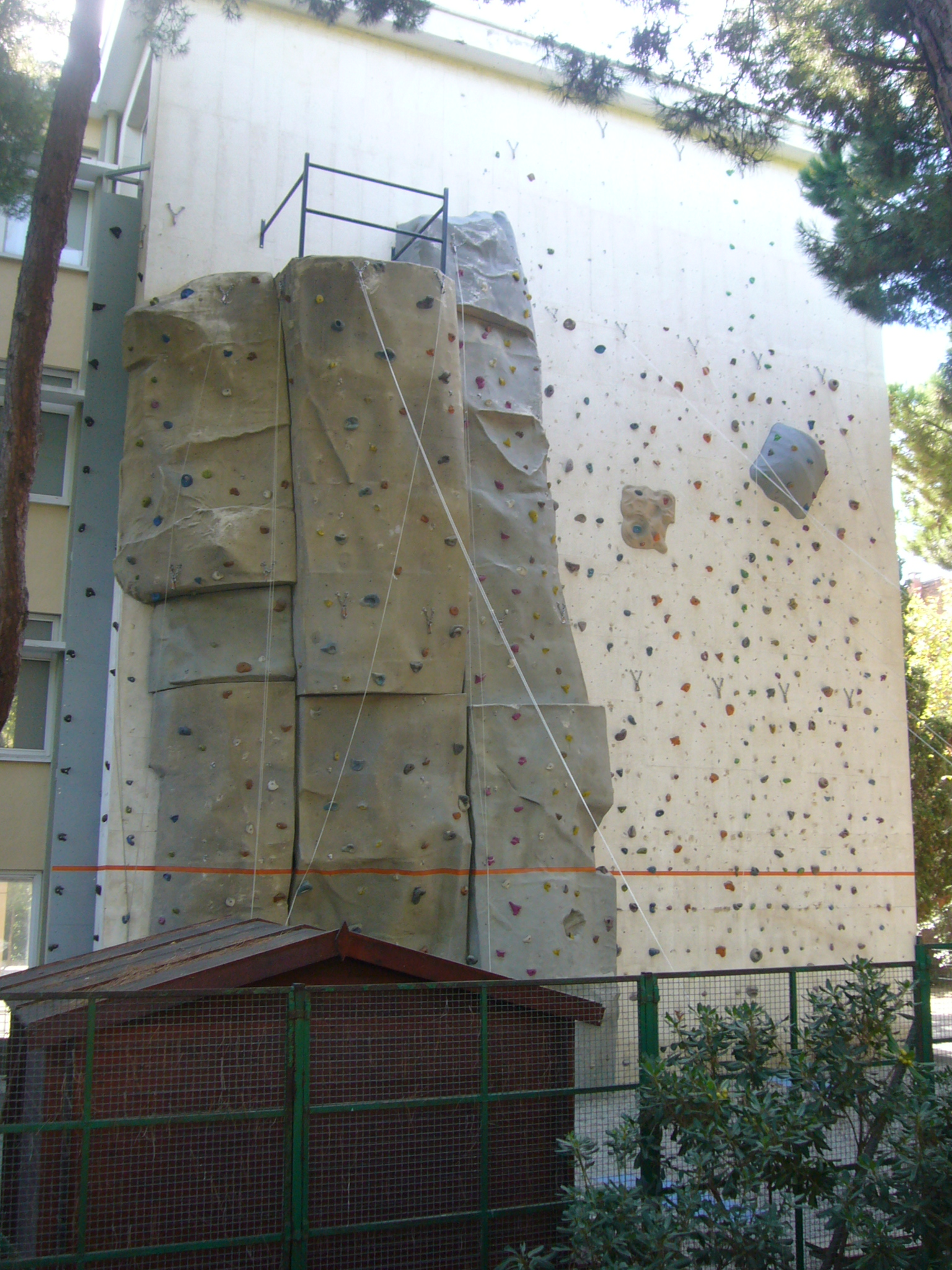
Rocòdrom a l'exterior del Liceu Francès

## Alumnes
Entre els seus antics alumnes hi ha l'expresident de la Generalitat de Catalunya Artur Mas i Gavarró. També han estat antics professors o alumnes del Liceu: Mercedes Abad, José Manuel Lara Bosch, Mar Coll, Pablo Derqui, Xavier Folch, Àngel Llàcer, Lluís Moreno, Jordi Teixidor, Carles Torner, entre d'altres.